# 多学科设计优化
多学科设计优化（英語：Multidisciplinary design optimization，簡稱：MDO）是指使用涉及多种学科的优化方法来解决设计问题的一个工程学科。 它也被称为多学科优化或者多学科系统设计优化（MSDO）。
MDO允许设计人员同时考虑所有相关学科。联立问题的最优解由于综合考虑了各个学科之间的互相影响，会优于按顺序采用每个学科而获得的优化结果。然而，同时考虑多个学科往往会极大增加问题的复杂性。